# Italiaans-Oost-Afrikaanse lire
De Italiaans-Oost-Afrikaanse lire was tussen 1936 en 1941 de munteenheid van Italiaans-Oost-Afrika. Hij was in waarde gelijk aan de Italiaanse lire en was verdeeld in 100 cent. Bovendien circuleerde de Italiaanse lire naast deze munteenheid, zoals ook het geval was in Italiaans-Somaliland. In Ethiopië verving de Italiaans-Oost-Afrikaanse lire de Ethiopische birr, terwijl deze in Italiaans-Eritrea de Eritrese tallero verving. Hij verving ook kort de Oost-Afrikaanse shilling tussen 1940 en 1941 in Brits-Somaliland.
De Italiaans-Oost-Afrikaanse lire werd in 1941 vervangen door de Oost-Afrikaanse shilling, toen Groot-Brittannië de controle over de Italiaanse koloniën verwierf, met een wisselkoers van 1 shilling = 24 lire. In de jaren zestig werden nog steeds oude uitdrukkingen gebruikt om te verwijzen naar munten van 25 cent, zoals Lix lira (zes lire = 6 ITL).

## Biljetten
In 1938 werden bankbiljetten uitgegeven voor Italiaans-Oost-Afrika in coupures van 50, 100, 500 en 1000 lire. Het ontwerp van deze bankbiljetten leek op dat van de gewone lire, behalve de kleur van het papier. Er was ook een afwijkend opschrift op gedrukt: Serie speciale Africa Orientale italiana.